# Palpimanus nubilus
Palpimanus nubilus är en spindelart som beskrevs av Simon 1910. Palpimanus nubilus ingår i släktet Palpimanus och familjen Palpimanidae. Inga underarter finns listade i Catalogue of Life.